# Cabello de ángel (dulce)

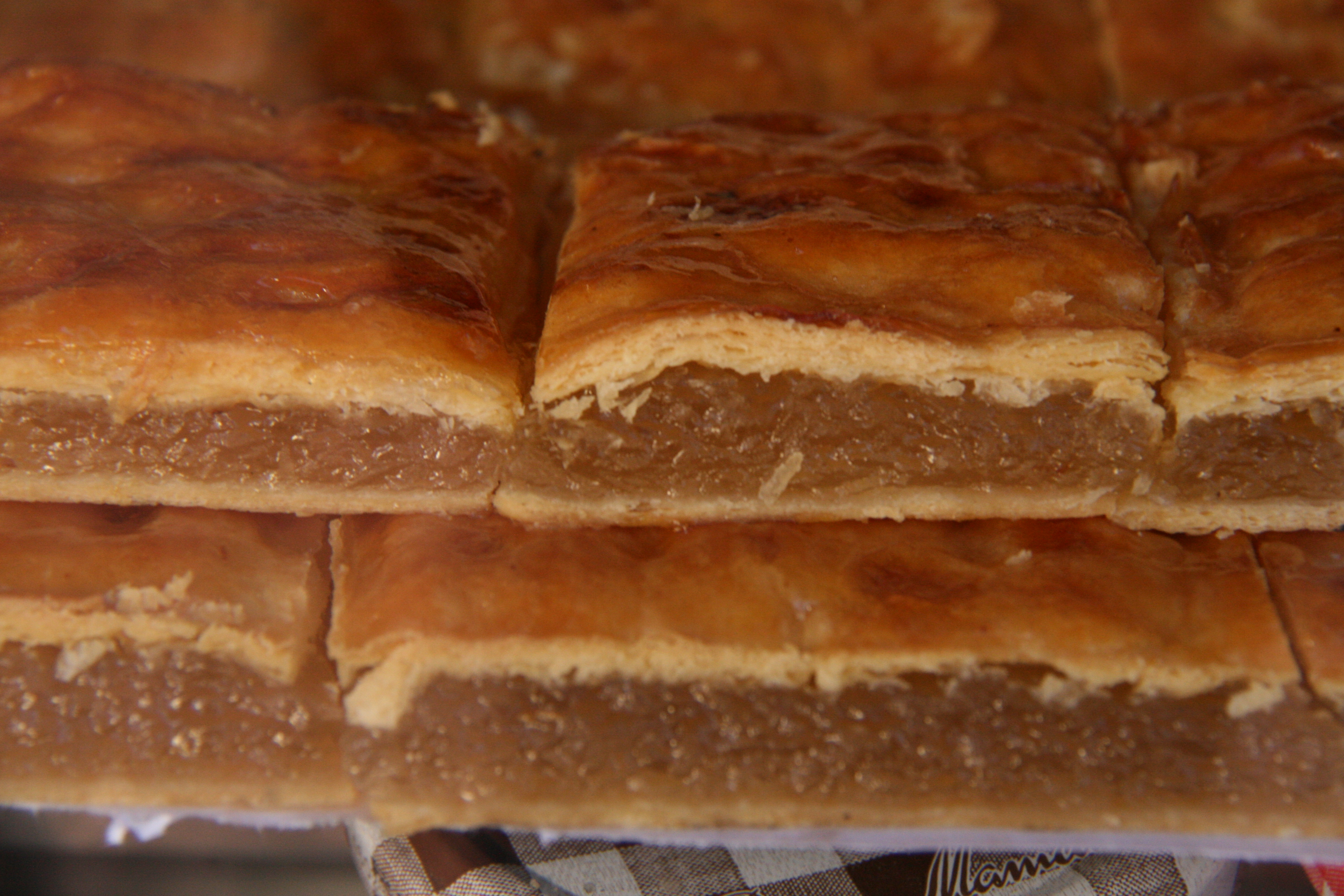
La bayonesa es un hojaldre con cabello de ángel.

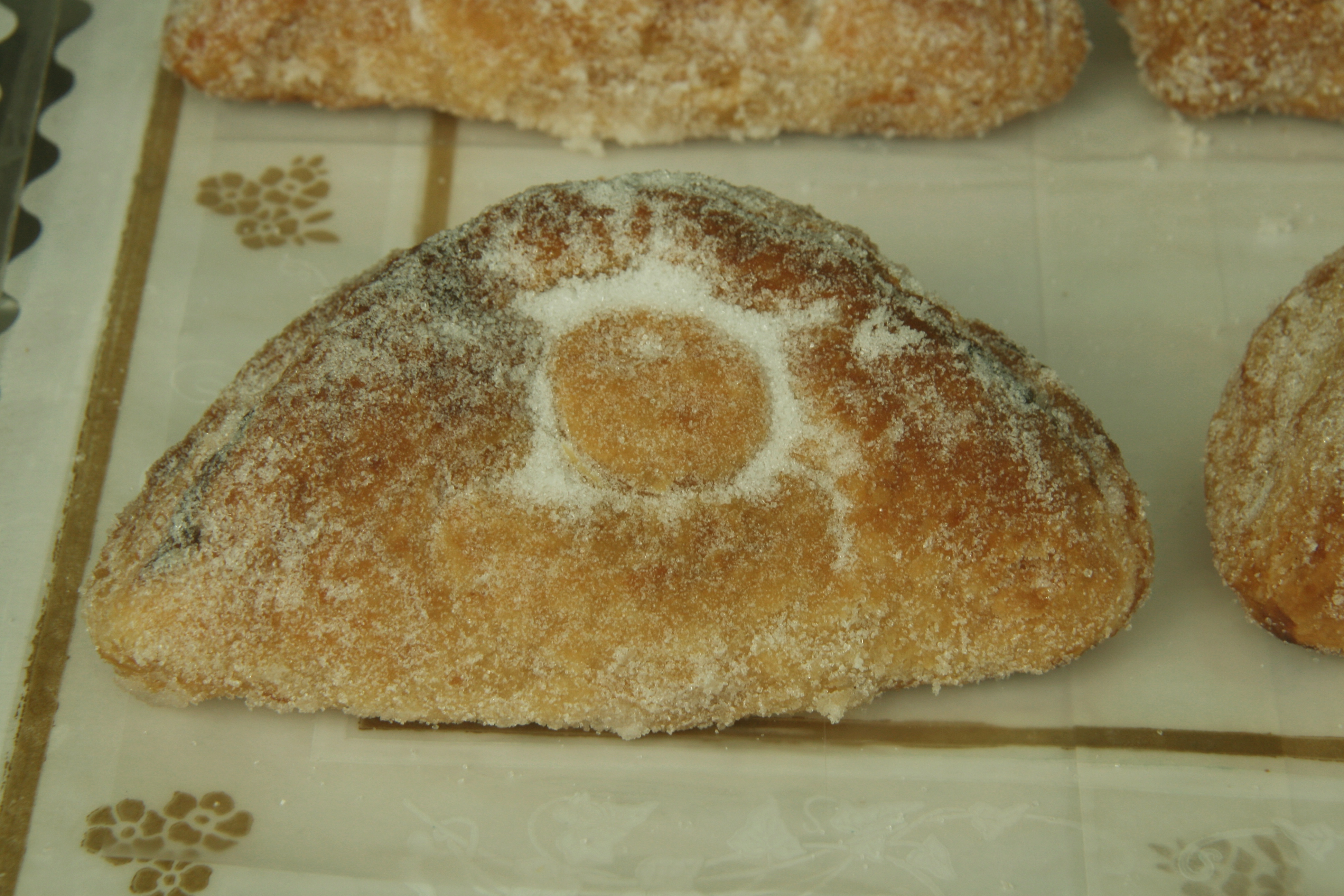
Empanada rellena de cabello de ángel.

El cabello de ángel es un dulce elaborado con las fibras caramelizadas de la pulpa de fruta. Casi siempre se utilizan frutas de la familia de las cucurbitáceas (calabazas, cayotes, pepinos, etc) para elaborar este tipo de dulce. Según el país y la región del mundo, se emplean Cucurbita maxima (calabaza, zapallo gigante o auyama), C. ficifolia (victoria, cayote, chiverre, cidra o alcayota) o Sechium edule (chayote). En ciertos países de Iberoamérica también se acostumbra hacerlo con mango. Suele emplearse como relleno de numerosos dulces en España e Iberoamérica.

## Características
El cabello de ángel se elabora mediante cocción de la pulpa de una cucurbitácea en una solución de azúcar muy concentrada (almíbar) hasta que se deshila en una especie de hilos finos de color amarillo dorado. En España se emplea la calabaza de cidra o almizclera. Suele emplearse en el almíbar la misma cantidad de azúcar que de calabaza. En algunas ocasiones se añade a la mezcla zumo de limón (un medio ácido) y canela para aromatizar.
El dulce resultante, que consta de filamentos delgados de color blanco transparente o ligeramente dorado, se emplea como relleno para pasteles y tartas, como por ejemplo cocas, ensaimadas mallorquinas, o empanadillas dulces. Es frecuente también verlo en dulces elaborados con hojaldre denominados bayonesas. Otro ejemplo de su uso es el llamado dulce de chiverre, una comida tradicional en la Semana Santa costarricense que se come como tal o se utiliza de relleno en varias golosinas.